# Olympische Sommerspiele 1920/Leichtathletik – Marathon (Männer)

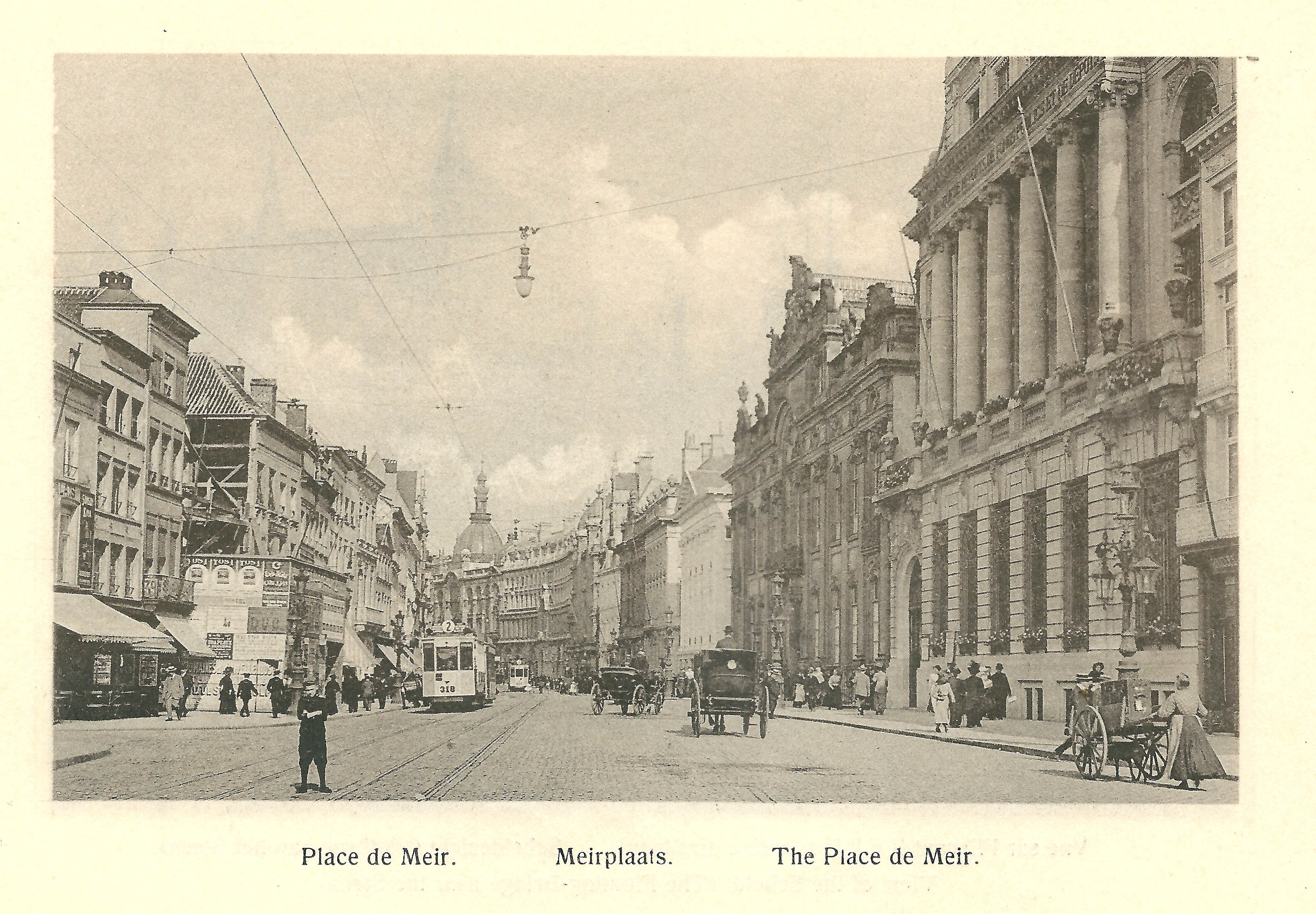
Innenstadt von Antwerpen

Der Marathonlauf der Männer bei den Olympischen Spielen 1920 in Antwerpen wurde am 22. August 1920 ausgetragen. 48 Athleten nahmen daran teil. Die Strecke führte über insgesamt 42,75 km.
Olympiasieger wurde der Finne Hannes Kolehmainen vor dem Esten Jüri Lossmann und dem Italiener Valerio Arri.
Athleten aus der Schweiz waren nicht am Start. Deutschlands und Österreichs Athleten wurden von der Teilnahme an diesen Spielen ausgeschlossen.

## Rekorde
Offizielle Rekorde wurden damals in dieser Disziplin außer bei Meisterschaften und Olympischen Spielen aufgrund der unterschiedlichen Streckenbeschaffenheiten nicht geführt.

### Bestehende Rekorde
| Weltbestzeit       | 2:36:06,6 h | Alexis Ahlgren ( Schweden)            | London, Großbritannien | 31. Mai 1913  |
| Olympischer Rekord | 2:36:54,8 h | Ken McArthur ( Südafrikanische Union) | OS Stockholm, Schweden | 14. Juli 1912 |

Anmerkung zum Olympiarekord:

Die Streckenlänge des Marathonlaufs der Olympischen Spiele 1912 betrug 40,2 km und war damit um 1,995 km kürzer war als seit den Olympischen Spielen 1908 standardmäßig vorgegeben.

### Rekordverbesserung
Der finnische Olympiasieger Hannes Kolehmainen verbesserte den bestehenden olympischen Rekord im Rennen am 22. August um 4:19,0 min auf 2:32:35,8 h. Damit steigerte er gleichzeitig die bestehende Weltbestzeit um 3:30,8 min.

## Durchführung des Wettbewerbs
Der Lauf wurde am 22. August um 16.00 Uhr im Olympiastadion Antwerpen gestartet. Nach eineinhalb Stadionrunden verließen die Läufer die Arena und kehrten nach Absolvierung des Kurses dorthin zurück, wo sie nochmals anderthalb Runden zu laufen hatten.

## Wettbewerb
Datum: 22. August 1920

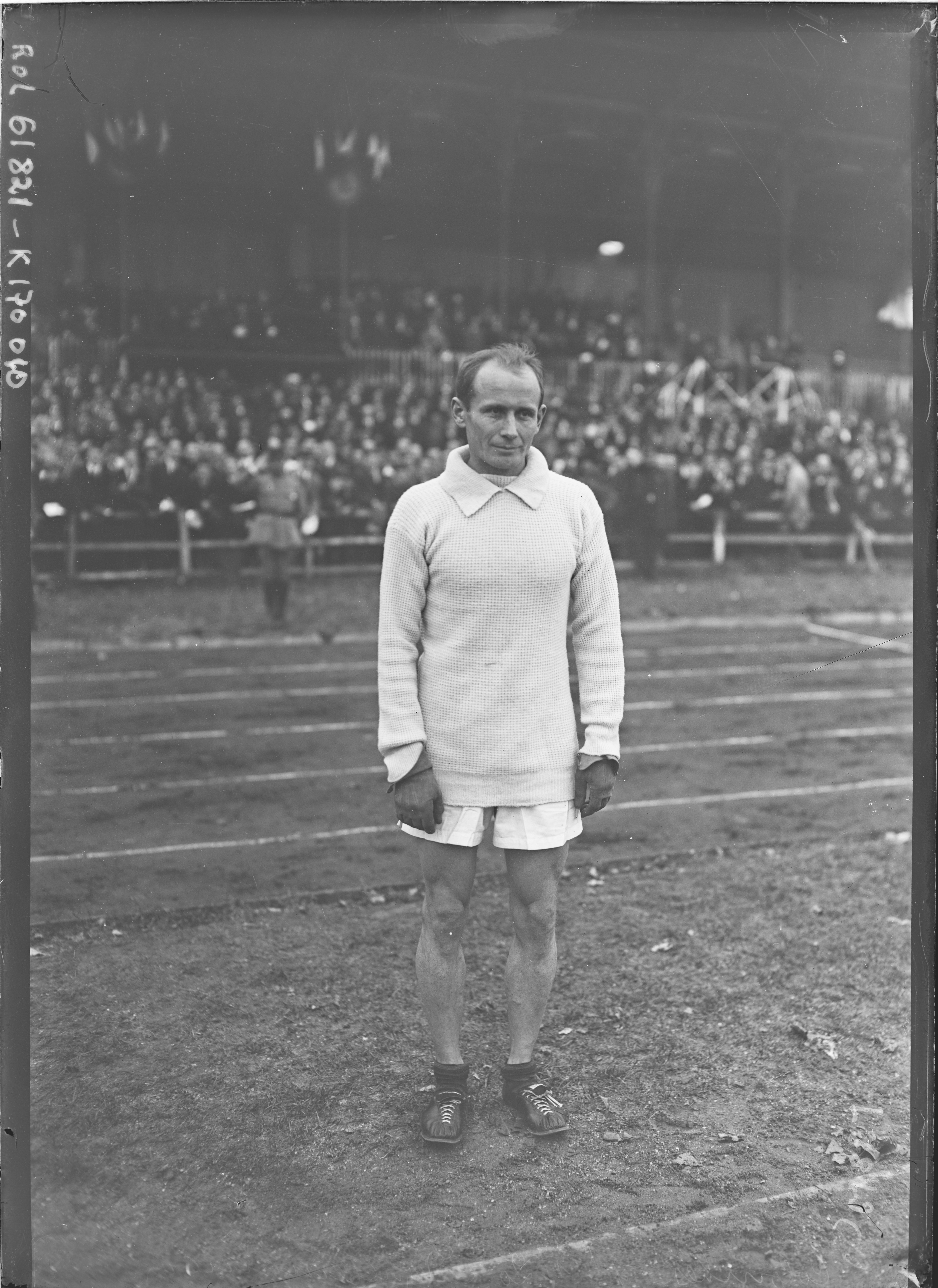
Olympiasieger Hannes Kolehmainen

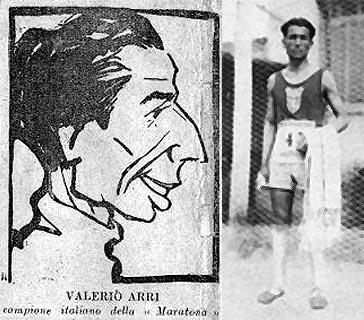
Bronzemedaillengewinner Valerio Arri

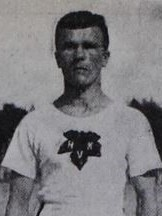
Urho Tallgren belegte Rang neun

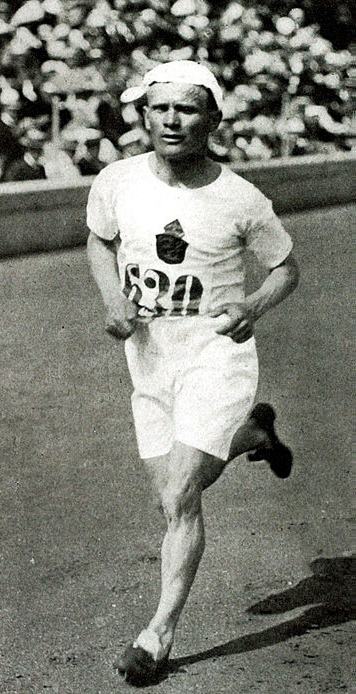
Tatu Kolehmainen kam auf den zehnten Platz

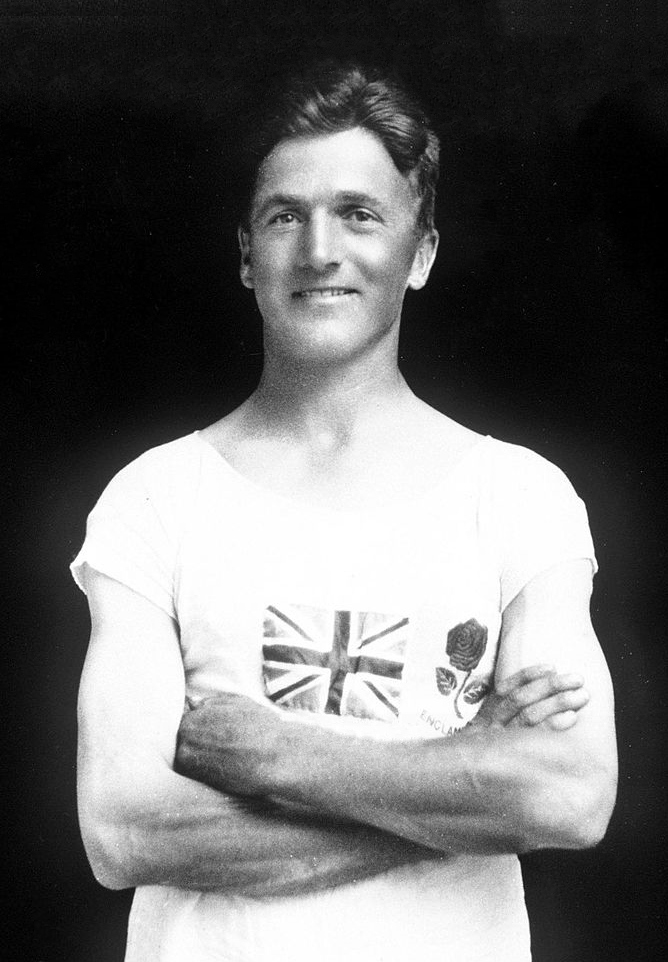
Bobby Mills erreichte Platz vierzehn

Offiziell angegebene Streckenlänge: 42,75 km
Als die Läufer das Stadion verließen, führten der Südafrikaner Christopher Gitsham – Olympiazweiter von 1912 – und der Belgier August Broos das Feld an. Nach acht Kilometern hatte sich mit dem Finnen Hannes Kolehmainen (dreifacher Olympiasieger von 1912 – 5000/10.000-m-/Querfeldeinlauf), Gitsham, Broos und dem Italiener Ettore Blasi eine vierköpfige Spitzengruppe gebildet. Am Wendepunkt waren Gitsham und Kolehmainen alleine vorn, 48 Sekunden dahinter folgten Broos und Blasi. Noch etwas weiter zurück lagen der Este Jüri Lossmann und der Finne Juho Tuomikoski. Gitsham konnte Kolehmainen noch lange folgen, musste dann jedoch bei Kilometer 37 verletzt aufgeben. Im weiteren Verlauf näherte sich von hinten der Außenseiter Lossmann, dessen Bestzeiten über 5000 und 10.000 Meter ca. vier Minuten langsamer waren als Kolehmainens. Lossmann schloss zu Kolehmainen auf und die beiden liefen einige Kilometer gemeinsam. Am Schluss konnte sich der Finne nur relativ knapp mit 12,8 Sekunden Vorsprung durchsetzen. Der Italiener Valerio Arri kam knapp vier Minuten dahinter auf den dritten Platz.
Obwohl die Strecke 555 Meter länger war als die für den Marathonlauf vorgeschriebene Distanz, war die erzielte Zeit eine Weltbestleistung – Weltrekorde werden im Marathonlauf nicht geführt – und gleichzeitig ein olympischer Rekord. Auch Lossmann blieb noch unter der bis dahin bestehenden Weltbestzeit.
In diesem Rennen krönte der erste große finnische Langstreckenläufer Hannes Kolehmainen seine Laufbahn. Ihm war nach seinen drei Goldmedaillen von Stockholm durch den kriegsbedingten Ausfall der für 1916 in Berlin geplanten Olympischen Spiele die Chance auf noch mehr Medaillen genommen worden. Er gewann hier die insgesamt vierte Goldmedaille seiner Karriere.
Kolehmainens Goldmedaille war die erste finnische Medaille überhaupt im Marathon. Auch Lossmann und Arri gewannen das erste Edelmetall im Marathon für ihre Länder Estland bzw. Italien.
| Platz | Name                      | Nation                | Zeit        | Anmerkung |
| ----- | ------------------------- | --------------------- | ----------- | --------- |
| 1     | Hannes Kolehmainen        | Finnland              | 2:32:35,8 h | WBL       |
| 2     | Jüri Lossmann             | Estland               | 2:32:48,6 h |           |
| 3     | Valerio Arri              | Königreich Italien    | 2:36:32,8 h |           |
| 4     | Auguste Broos             | Belgien               | 2:39:25,8 h |           |
| 5     | Juho Tuomikoski           | Finnland              | 2:40:18,8 h |           |
| 6     | Sofus Rose                | Dänemark              | 2:41:18,0 h |           |
| 7     | Joseph Organ              | USA                   | 2:41,30,0 h |           |
| 8     | Rudolf Hansen             | Dänemark              | 2:41:39,4 h |           |
| 9     | Urho Tallgren             | Finnland              | 2:42:40,0 h |           |
| 10    | Tatu Kolehmainen          | Finnland              | 2:44:02,3 h |           |
| 11    | Carl Linder               | USA                   | 2:44:21,2 h |           |
| 12    | Charles Mellor            | USA                   | 2:45:30,0 h |           |
| 13    | James Dellow              | Kanada                | 2:46:47,0 h |           |
| 14    | Bobby Mills               | Großbritannien        | 2:48:05,0 h |           |
| 15    | Arthur Scholes            | Kanada                | 2:48:30,0 h |           |
| 16    | Kanaguri Shisō            | Japan                 | 2:48:45,4 h |           |
| 17    | Gustav Kinn               | Schweden              | 2:49:10,4 h |           |
| 18    | Albert Moché              | Frankreich            | 2:50:00,2 h |           |
| 19    | Phadeppa Dareppa Chaugule | Britisch-Indien       | 2:50:45,4 h |           |
| 20    | Zensaku Motegi            | Japan                 | 2:51:09,4 h |           |
| 21    | Kenzo Yashima             | Japan                 | 2:57:02,0 h |           |
| 22    | Norman General            | Kanada                | 2:58:01,0 h |           |
| 23    | Rudolf Wåhlin             | Schweden              | 2:59:23,0 h |           |
| 24    | Yahei Miura               | Japan                 | 2:59:37,0 h |           |
| 25    | Henri Teyssedou           | Frankreich            | 3:00:04,0 h |           |
| 26    | Hendricus Wessel          | Niederlande           | 3:00:17,0 h |           |
| 27    | Charles Melis             | Belgien               | 3:00:51,0 h |           |
| 28    | William Grüner            | Schweden              | 3:01:48,0 h |           |
| 29    | George Piper              | Großbritannien        | 3:02:10,0 h |           |
| 30    | Sinton Hewitt             | Australien            | 3:03:27,0 h |           |
| 31    | Leslie Housden            | Großbritannien        | 3:14:25,0 h |           |
| 32    | Iraklis Sakellaropoulos   | Griechenland          | 3:14:25,0 h |           |
| 33    | Juan Bascuñán             | Chile                 | 3:17:47,0 h |           |
| 34    | Oscar Blansaer            | Belgien               | 3:20:00,0 h |           |
| 35    | Eric Robertson            | Großbritannien        | 3:55:00,0 h |           |
| DNF   | Ettore Blasi              | Königreich Italien    |             |           |
| DNF   | Sadashir Datar            | Britisch-Indien       |             |           |
| DNF   | Christopher Gitsham       | Südafrikanische Union |             |           |
| DNF   | Christiaan Huijgens       | Niederlande           |             |           |
| DNF   | Louis Ichard              | Frankreich            |             |           |
| DNF   | Axel Jensen               | Dänemark              |             |           |
| DNF   | Antonio Persico           | Königreich Italien    |             |           |
| DNF   | Desiré Van Remortel       | Belgien               |             |           |
| DNF   | Arthur Roth               | USA                   |             |           |
| DNF   | Hans Schuster             | Schweden              |             |           |
| DNF   | Albert Smoke              | Kanada                |             |           |
| DNF   | Amédée Trichard           | Frankreich            |             |           |
| DNF   | Peter Trivoulidis         | Griechenland          |             |           |

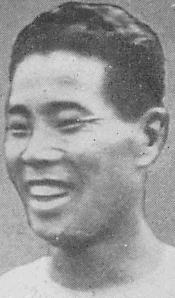
Rang sechzehn für Kanaguri Shisō
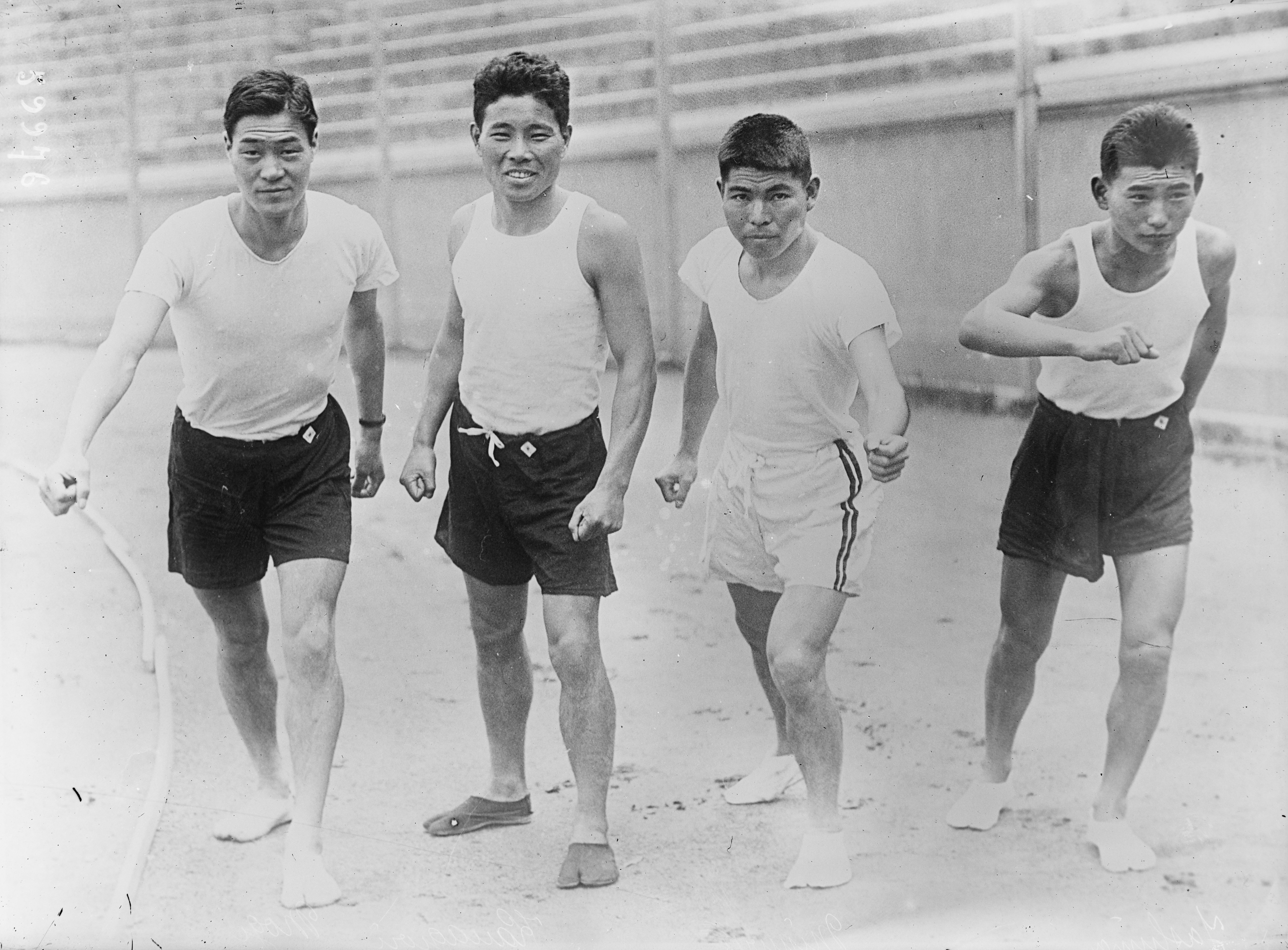
Das japanische Marathonteam (v. l. n. r.): Kenzo Yashima (21.), Yahei Miura  (24.), Kanaguri Shisō (16.), Zensaku Motegi (20.)
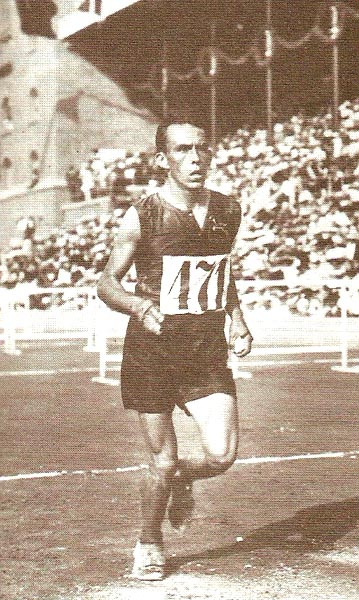
Der Silbermedaillengewinner von 1912 Christopher Gitsham musste das Rennen aufgeben

## Video
- Hannes Kolehmainen - Marathon - Antwerp Olympics 1920, youtube.com, abgerufen am 25. Mai 2021